# Ernst Kuhlmann
Ernst Kuhlmann (* 5. Oktober 1916 in Clarholz; † 16. April 1940 im KZ Sachsenhausen) war ein deutscher römisch-katholischer Theologiestudent und Märtyrer.

## Leben
Ernst Kuhlmann wuchs westlich von Gütersloh als Sohn eines Landwirts auf. 1931 trat er in das Liborianum in Paderborn ein und legte 1937 am Gymnasium Theodorianum das Abitur ab. Nach einem Jahr Reichsarbeitsdienst in Cottbus begann er 1938 das Studium der Theologie an der Theologischen Fakultät Paderborn.
Am 31. August 1939 schrieb er als Werkstudent in einer Möbelfabrik auf eine Holzplatte: „Der Krieg ist für die Reichen, der Mittelstand muss ihn begleichen, der Arbeiterstand stellt die Leichen.“ Er wurde angezeigt, festgenommen und kam nach Bielefeld ins Gefängnis. Nachdem das Reichssicherheitshauptamt der SS ihm in einer Denkschrift an Adolf Hitler vom 20. Oktober 1939 „Verhetzung des Volkes“ vorgeworfen und seine sofortige Unterbringung in einem „KZ-Lager“ empfohlen hatte, kam er Ende Oktober 1939 als Häftling Nr. 3.195 in den Block 44 des KZ Sachsenhausen. Dort starb er nach knapp sechs Monaten Aufenthalt im Alter von 23 Jahren.

## Gedenken
Die deutsche Römisch-katholische Kirche hat Ernst Kuhlmann als Märtyrer aus der Zeit des Nationalsozialismus in das deutsche Martyrologium des 20. Jahrhunderts aufgenommen. Nahe dem Elternhaus in der Holzhofstraße in Herzebrock-Clarholz erinnert ein Mahnmal in Form eines Kruzifixes an ihn.